# 渡井祥一
渡井 祥一（1962年 - ）は、元麗澤大学大学院 経済研究科 非常勤講師、俯瞰工学研究所 客員研究員。技術経営、サービスサイエンス および プロジェクトマネジメント研究者。

## 来歴・人物
神奈川県出身。筑波大学大学院ビジネス科学研究科修了、修士（経営学）。東京大学大学院工学系研究科技術経営戦略学専攻博士課程修了、博士（工学）。東京大学における指導教官は松島克守。プロジェクトマネジメント・プロフェッショナル (PMP)。
専門分野は、技術経営、サービスサイエンス、プロジェクトマネジメント、金融サービス戦略論等。

## 学位
- 東京大学 博士（工学）（2009年）[1]
- 筑波大学 修士（経営学）（2001年）

## 研究業績
<学会論文>
- 渡井 祥一,矢本成恒「Deep Learning によるイノベーションの中小企業への影響」『開発工学』Vol.39(2017)No1 2019/10
- 渡井 祥一,「金融機関におけるIOT の展開」『開発工学』Vol.35(2015)No2 2017/03
- 渡井 祥一,「クラウド時代の技術イノベーションのポイント」『開発工学』Vol.35(2015)No1 2017/03
- 渡井祥一, 「欧州における金融機関の次世代e-Commerce戦略 について」『電子情報通信学会ソサイエティ大会講演論文集 2001年』電子情報通信学会 2001/09, NAID 110003347236
- 渡井祥一, 松本正雄,「金融業B2Bネットワーク再価値化の欧米モデル比較」,電子情報通信学会 2001/10, NAID 110003181076